# Josef Zingg (Eisenbahner)

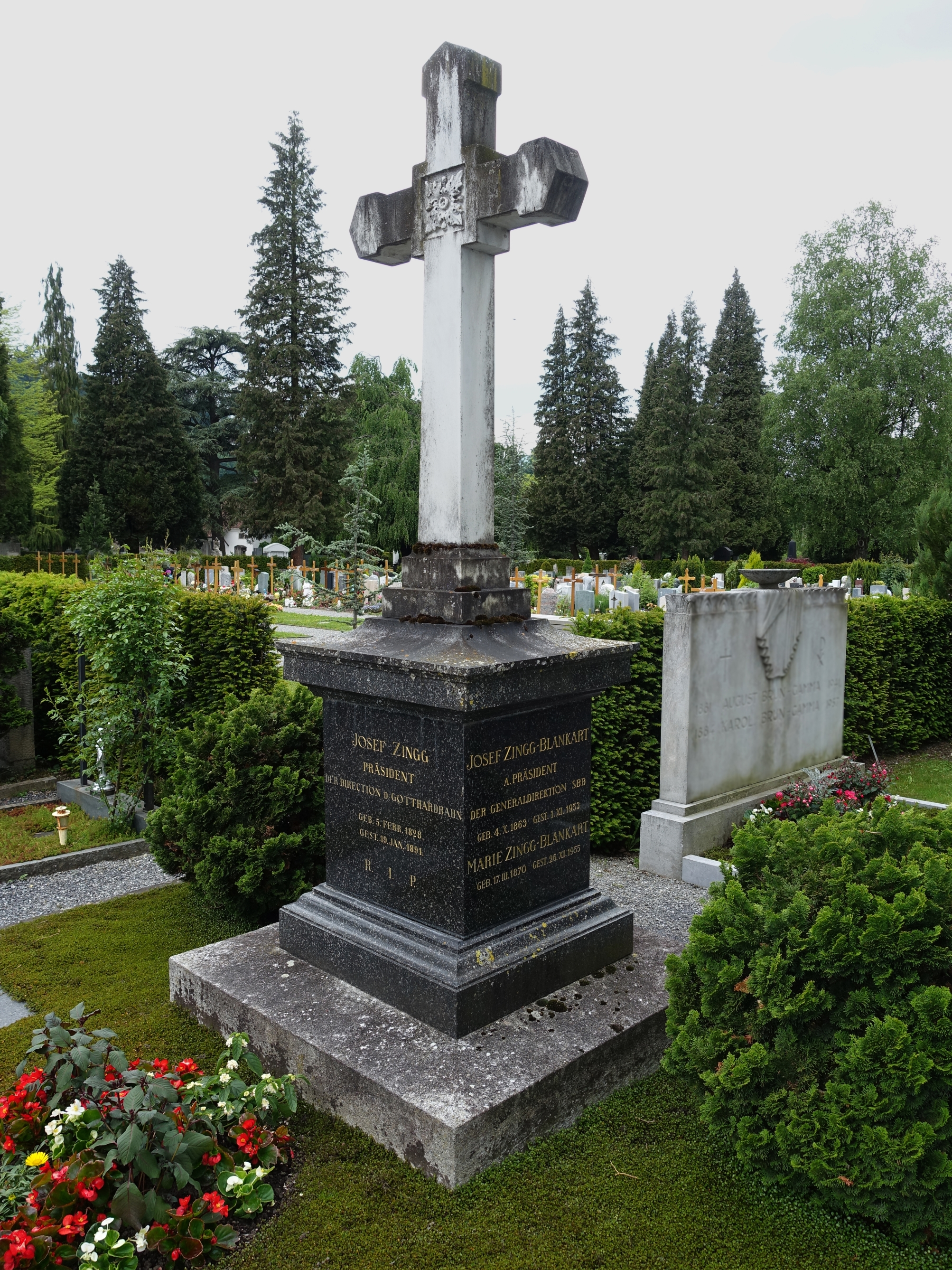
Grab auf dem Friedhof Friedental

Josef Zingg (* 4. Oktober 1863 in Luzern; † 1. November 1953 in Meggen LU, heimatberechtigt in Luzern und Meggen LU) war ein Schweizer Eisenbahnmanager.

## Leben

### Familie und Ausbildung
Der katholisch getaufte, gebürtige Luzerner Josef Zingg, Sohn des Politikers Josef Zingg senior und der Aloisia, geborene Kopp, absolvierte nach dem Erwerb der eidgenössischen Maturität ein Studium der Rechte. Joseph Zingg vermählte sich im Jahre 1889 mit Josefa Maria, Tochter des Jakob Blankart. Er verstarb Anfang November 1953 knapp nach Vollendung seines 90. Lebensjahres.

### Beruflicher Werdegang
Josef Zingg trat nach seinem Studienabschluss in den Dienst der Gotthardbahn ein. Zunächst war Joseph Zingg als Bahnhofsvorstand in Lugano angestellt, später wurde er zum Sekretär der Direktion und des Vorstands des Rechtsbüros der Gotthardbahn bestellt, 1908 wurde er zum Direktor der Gotthardbahn ernannt. Nach dem 1909 erfolgten Rückkauf der Gotthardbahn durch den Bund wurde Joseph Zingg die Funktion des SBB-Kreisdirektors des Kreises V übertragen. 1912 wurde er zum Mitglied der SBB-Generaldirektion sowie Leiter des Betriebsdepartements gewählt. Zingg, der in der Schweizer Armee den Dienstgrad eines Obersten bekleidete, war während des Ersten Weltkriegs als Militäreisenbahndirektor eingesetzt. 1922 übernahm Zingg die Positionen des Präsidenten der Generaldirektion und des Leiters des Finanz- und Personaldepartements, 1926 wurde er feierlich in den Ruhestand verabschiedet.
Josef Zingg erwarb sich landesweit einen Ruf als Amateur-Schmetterlingsforscher. Er trug eine grosse Sammlung zusammen, welche im Natur-Museum Luzern aufbewahrt ist.